# Miód gruszowy
Miód gruszowy (niem. Birnenhonig, gwary schwyzertüütsch: Birähung) – nieprzejrzysty, gęsty, brązowo-czarny sok zagęszczony z gruszek, który jest tradycyjnym wyrobem ze Szwajcarii. Istnieją podobne wyroby pod nazwą vin cuit lub raisinée, w kantonach szwajcarskich Jura, Vaud lub Fryburg. W postaci przemysłowo-spożywczej, miód gruszowy został skomercjalizowany pod nazwą Birnel, wyrobem firmy Unpektin w Eschenz (Szwajcaria).

## Wytwarzanie
W produkcji miodu gruszowego w Szwajcarii używany jest przeważnie tamtejszy gatunek gruszki tzw, Theilingsbirne lub Theilersbirne. Są to gatunki najbardziej przydające się do ugotowania. Grusze dojrzałe z charakterystycznym brązowym miąższem są wyciskane, a zatem sok jest gotowany w kociołku miedzianym w ciągu sześciu do siedmiu godzin. Zgęszczona masa jest rozlewana do słoików.

## Spożycie
Miodem gruszowym smaruje się chleb do śniadania. Birähung jest niezbędnym składnikiem Luzerner Lebkuchen – piernika z Lucerny. Starszym tradycyjnym sposobem spożycia miodu gruszowego jest dodawanie go do gotowanych ziemniaków (Gschwellti) przy kolacji.